# Norbert Wronka
Norbert Wronka (ur. 22 grudnia 2003) – polski piosenkarz, tekściarz i kompozytor.
Zwycięzca konkursu „Debiuty” podczas 61. Krajowego Festiwalu Polskiej Piosenki w Opolu (2024).

## Życiorys
Pochodzi z gminy Wschowa. Studiuje psychologię.
W 2021 wydał swój debiutancki singiel „Niewinny”. Następnie premierę miał jego kolejne utwory: „Historia o lataniu” (2022), „Ciao” (2023) i „Cześć” (2024). W 2024 został półfinalistą 13. edycji programu The Voice of Poland w TVP2. W tym samym roku wziął udział w konkursie „Debiuty – Niemen symfonicznie” podczas 61. Krajowego Festiwalu Polskiej Piosenki w Opolu, w którym za wykonanie utworu Czesława Niemena „Nie wiem, czy to warto” otrzymał nagrodę jury. Pod koniec 2024 zgłosił się z utworem „The One” do programu Wielki Finał Polskich Kwalifikacji do Konkursu Piosenki Eurowizji 2025, ale nie został zakwalifikowany do stawki finałowej.